# Мангалартха

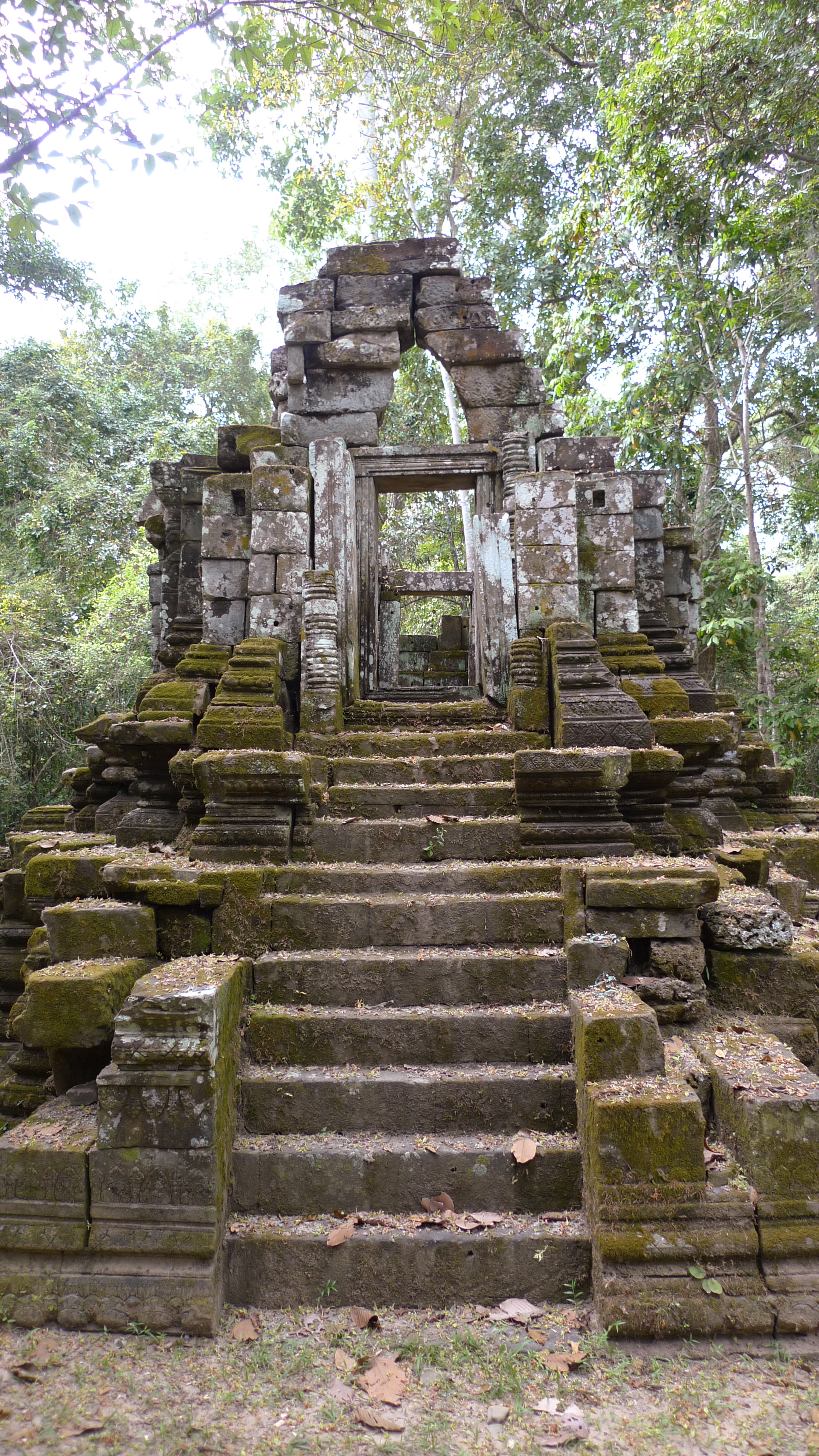
Мангалартха.

Мангалартха (кхмер. មង្គលាថ៌), или Восточный Прасат Топ или Монумент № 487 — небольшой индуистский храм в Ангкоре в Камбодже.
Мангалартха расположена на территории Ангкор-Тхома в конце лесной дорожки, начинающейся в 300 м от Ворот Победы и ведущей на юг. Согласно надписи на стеле, храм был построен в 1295 г. и был посвящён сыну учителя Джаявармана VII Джаямангалартха. Начало строительства храма относится ко времени правления Джаявармана VII, однако закончен он был Шриндраварманом. Считается, что это был последний каменный храм, построенный на территории Ангкора. Храм построен из песчаника и в плане представляет собой крест. Вход с восточной стороны. С трёх других — глухие двери. Внутри святилища когда-то располагались статуи Мангалартхи и его матери. В настоящий момент остались лишь пьедесталы. Вокруг храма лежат фронтоны с выбитыми на них барельефами, некогда украшавшие сооружение: Вишну, лежащий на змее Шеше; Вишну-Тривикрама; танцующий Шива; и Кришна, поднимающий Говардхану.